# Gail Davies
Gail Davies (* 5. Juni 1948 in Broken Bow, Oklahoma als Patricia Gail Dickerson), US-amerikanische Country-Sängerin und Songwriterin.

## Anfänge
Als Tochter des Country-Sängers Tex Dickerson kam Gail schon von frühester Kindheit an mit Musik in Berührung. Sie begann zunächst als Rocksängerin, wechselte zu Jazz und kehrte Anfang der siebziger Jahre zur Country-Musik zurück. Aufgrund von Stimmbandproblemen musste sie einige Zeit pausieren. Kurzerhand beschloss sie, Songs zu schreiben, und kaufte sich dafür ihre erste Gitarre.

## Karriere
Sie zog nach Nashville und arbeitete dort für einen Musikverlag. 1978 landete sie mit ihrer Komposition „Bucket To The South“, aufgenommen von Ava Barber, ihren ersten Hit-Song. Auch Lynn Anderson und andere coverten dieses Lied. Gails Bekanntheitsgrad in der Country-Szene wuchs, und so erhielt sie noch im gleichen Jahr ihren ersten Schallplattenvertrag. Ihre Debüt-LP und mehrere der ausgekoppelten Singles erreichten einstellige Positionen in den Country-Charts; ihre erste Top-Ten-Platzierung gelang ihr 1980 mit „I'll Be There“. Gail Davies’ im Radio meistgespielte Songs waren „Somebody's Looking for Someone Like You“ (das in mehreren Fremdsprachen gecovert wurde, u. a. von Nana Mouskouri) und vor allem „Grandma's Song“, ihr wohl bekanntestes Lied. Bemerkenswerterweise wirkte sie bei praktisch allen ihren Veröffentlichungen als Produzentin mit. In den Jahren 1980 bis 1983 veröffentlichte Gail Davies pro Jahr eine LP bei Warner Brothers, alle „Produced by Gail Davies“, doch die Hitparadenplatzierungen blieben zunehmend hinter den Erwartungen (und hinter den früheren Erfolgen) zurück.
1984 wechselte Gail Davies das Label. Aber auch bei RCA konnte sie nicht an ihre früheren Erfolge anknüpfen. Sie gründete die Gruppe „Wild Choir“ und agierte dort als Leadsängerin. Da auch hier der kommerzielle Erfolg ausblieb, versuchte sie es bald erneut als Solosängerin, dieses Mal bei MCA. Schließlich arbeitete Davies, die als harte und clevere Verhandlungspartnerin galt, als Produzentin beim Liberty-Label. 1995 gründete sie ihre eigene Plattenfirma „Little Chickadee Records“. Gail Davies gilt als eine der einflussreichsten Frauen der Country-Musik.

## Diskografie

### Studioalben
| Jahr | Titel                  | Höchstplatzierung, Gesamtwochen, AuszeichnungChartsChartplatzierungen (Jahr, Titel, Platzierungen, Wochen, Auszeichnungen, Anmerkungen) | Anmerkungen |
| Jahr | Titel                  | Country | Anmerkungen |
| ---- | ---------------------- | --- | ----------- |
| 1980 | The Game               | Country40 (21 Wo.)Country |             |
| 1981 | I’ll Be There          | Country27 (23 Wo.)Country |             |
| 1982 | Givin’ Herself Away    | Country41 (18 Wo.)Country |             |
| 1983 | What Can I Say         | Country48 (14 Wo.)Country |             |
| 1984 | Where Is a Woman to Go | Country57 (15 Wo.)Country |             |

Weitere Studioalben
- 1978: Gail Davies
- 1989: Pretty Words
- 1990: The Other Side of Love
- 1995: Eclectic
- 1998: Love Ain’t Easy
- 2014: Since I Don't Have You (feat. Benny Golson)

### Livealben
- 2001: Live and Unplugged at the Station Inn

### Kompilationen
- 1991: The Best of Gail Davies
- 1998: Greatest Hits
- 2003: The Songwriter Sessions

### Singles
| Jahr | Titel Album                                                | Höchstplatzierung, Gesamtwochen, AuszeichnungChartsChartplatzierungen (Jahr, Titel, Album, Platzierungen, Wochen, Auszeichnungen, Anmerkungen) | Anmerkungen |
| Jahr | Titel Album                                                | Country | Anmerkungen |
| ---- | ---------------------------------------------------------- | --- | ----------- |
| 1978 | No Love Have I Gail Davies                                 | Country26 (12 Wo.)Country |             |
| 1978 | Poison Love Gail Davies                                    | Country27 (12 Wo.)Country |             |
| 1979 | Someone Is Looking for Someone Like You Gail Davies        | Country11 (12 Wo.)Country |             |
| 1979 | Blue Heartache The Game                                    | Country7 (16 Wo.)Country |             |
| 1980 | Like Strangers The Game                                    | Country21 (11 Wo.)Country |             |
| 1980 | Good Lovin’ Man The Game                                   | Country21 (12 Wo.)Country |             |
| 1980 | I'll Be There (If You Ever Want Me) I’ll Be There          | Country5 (15 Wo.)Country |             |
| 1981 | It’s a Lovely, Lovely World I’ll Be There                  | Country5 (18 Wo.)Country |             |
| 1981 | Grandma’s Song I’ll Be There                               | Country9 (15 Wo.)Country |             |
| 1982 | Round the Clock Lovin’ Givin’ Herself Away                 | Country9 (18 Wo.)Country |             |
| 1982 | You Turn Me On, I’m a Radio Givin’ Herself Away            | Country17 (15 Wo.)Country |             |
| 1982 | Hold On Givin’ Herself Away                                | Country24 (15 Wo.)Country |             |
| 1983 | Singing the Blues Givin’ Herself Away                      | Country17 (18 Wo.)Country |             |
| 1983 | You’re a Hard Dog (To Keep Under the Porch) What Can I Say | Country18 (19 Wo.)Country |             |
| 1984 | Boys like You What Can I Say                               | Country19 (17 Wo.)Country |             |
| 1984 | It’s You Alone What Can I Say                              | Country55 (12 Wo.)Country |             |
| 1984 | Jagged Edge of a Broken Heart Where Is a Woman to Go       | Country20 (25 Wo.)Country |             |
| 1985 | Nothing Can Hurt Me Now Where Is a Woman to Go             | Country37 (12 Wo.)Country |             |
| 1985 | Unwed Fathers Where Is a Woman to Go                       | Country56 (8 Wo.)Country |             |
| 1985 | Break Away Where Is a Woman to Go                          | Country15 (25 Wo.)Country |             |
| 1986 | Waiting For You Pretty Words                               | Country50 (10 Wo.)Country |             |
| 1986 | Hearts in the Wind Pretty Words                            | Country69 (4 Wo.)Country |             |

Weitere Singles
- 1974: Party in My Heart
- 1990: Happy Ever After (Comes One Day at a Time)
- 1990: The Other Side of Love